# Otto Wesendonck
Otto Friedrich Ludwig Wesendonck (Elberfeld, avui part de Wuppertal, 16 de març de 1815 - Berlín, 18 de novembre de 1896) va ser un empresari i mecenes alemany que va promocionar de forma particular a Richard Wagner.
Un dels seus germans va ser l'advocat i polític Hugo Wesendonck. La seva muller, Mathilde Wesendonck, va ser una de les muses de Wagner a l'hora de compondre Tristany i Isolda.